# Bring AS

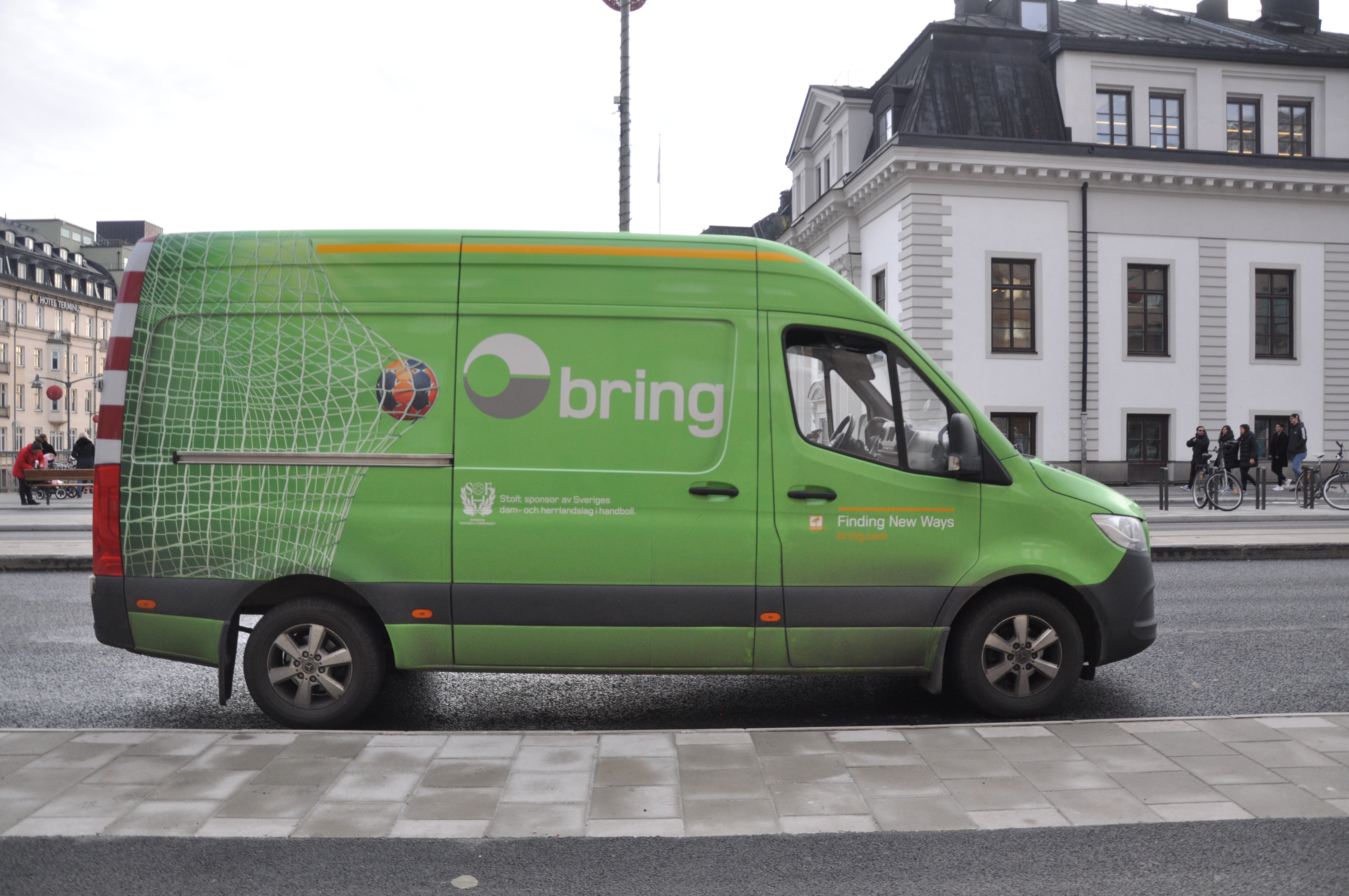
En skåpbil tillhörande Bring.

Bring är ett norskt post- och logistikföretag som även är ett av Nordens fyra största. De har sin hemmamarknad i Norden, med kontor i både Sverige, Norge, Danmark och Finland, men arbetar även internationellt. Företaget är helägt av norska Posten. Totalt har koncernen cirka 22 000 medarbetare, varav cirka 3 000 i Sverige. Omsättningen 2012 var 22 925 miljoner norska kronor.
Fram till mars 2018 ägde Bring den svenska postdistributören Citymail. Fram till december 2021 ägde Bring det svenska logisitikföretaget Frigoscandia.
Bring är verksamt inom följande områden:
- Paket
- Gods
- Tempererad logistik (transport och lagring av främst livsmedel)
- Lagertjänster
- Fjärdepartslogistik (4PL)
- Bud och express
- Post, kommunikation via brevlådan

Bring är även operatör till Bussgods i stora delar av Sverige.